# Jasmine Trinca

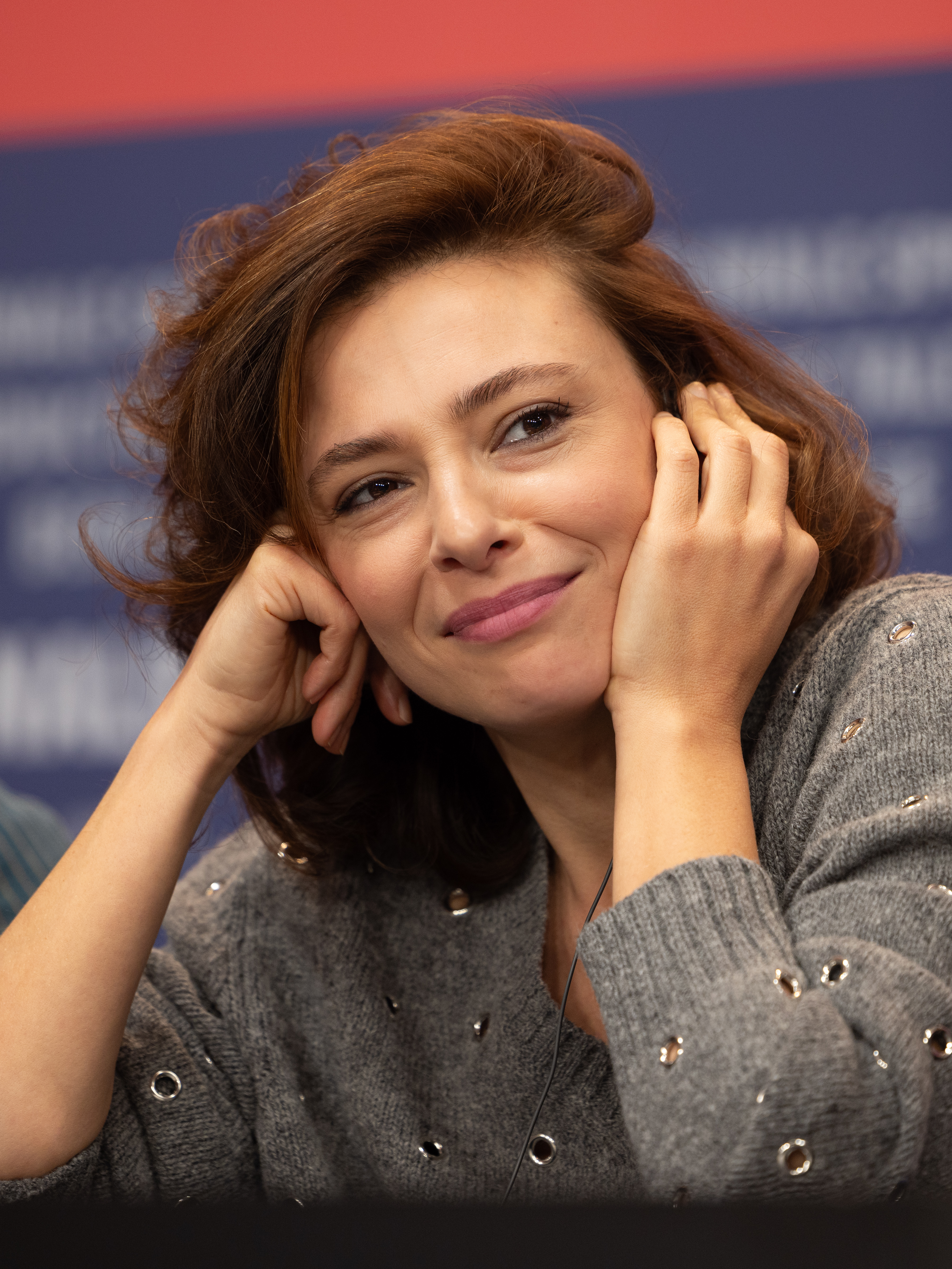
Jasmine Trinca als Mitglied der Wettbewerbsjury der Berlinale 2024

Jasmine Trinca (* 24. April 1981 in Rom) ist eine italienische Schauspielerin und Filmregisseurin.

## Leben
Jasmine Trinca debütierte in dem 2001 erschienenen und von Nanni Moretti inszenierten Filmdrama Das Zimmer meines Sohnes an der Seite von Nanni Moretti und Laura Morante. Sie konnte sich dabei als eine von über 2500 Bewerberinnen beim Casting durchsetzen. Nach dem Film machte sie ihren Schulabschluss und begann ein Studium der Archäologie und Kunstgeschichte. Allerdings schloss sie ihr Studium nicht ab und konzentrierte sich fortan auf ihre Schauspielkarriere. Obwohl sie keinerlei schauspielerische Ausbildung nachweisen kann, spielte sie seitdem in Filmen wie Die besten Jahre, Der Italiener und Haus der Sünde mit und wurde dafür mit Preisen wie dem Marcello-Mastroianni-Preis, dem Shooting Star und der Trophée Chopard ausgezeichnet.
2017 wurde Trinca in die Wettbewerbsjury der 74. Internationalen Filmfestspiele von Venedig berufen. Fünf Jahre später übernahm sie selbige Aufgabe beim 75. Filmfestival von Cannes. Dort stellt sie mit Marcel! auch ihr Spielfilmdebüt als Regisseurin und Drehbuchautorin vor.
Im Jahr 2024 wurde sie in die Wettbewerbsjury der 74. Berlinale eingeladen. Im Sommer 2024 wurde Trinca Mitglied der Academy of Motion Picture Arts and Sciences.
Seit 2009 ist sie Mutter einer Tochter.

## Filmografie (Auswahl)

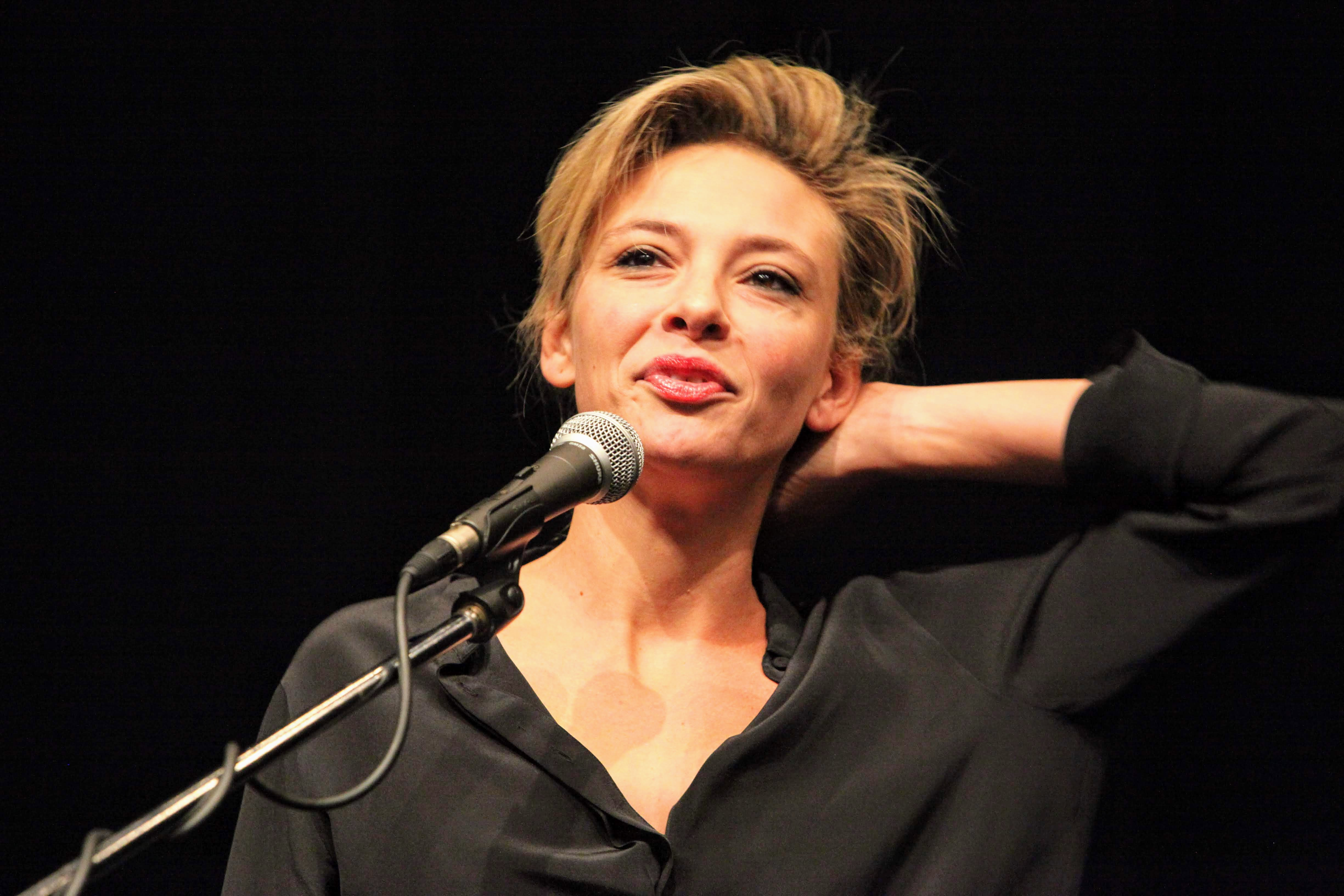
Jasmine Trinca beim Internationalen Filmfestival Karlovy Vary 2017

- 2001: Das Zimmer meines Sohnes (La stanza del figlio)
- 2003: Die besten Jahre (La meglio gioventù)
- 2004: Die Kinder von Nonantola (La fuga degli innocenti)
- 2005: Cefalonia
- 2005: Handbuch der Liebe (Manuale d'amore)
- 2006: Der Italiener (Il caimano)
- 2007: Piano, solo
- 2009: Il grande sogno
- 2009: Ultimatum
- 2011: Haus der Sünde (L’Apollonide (Souvenirs de la maison close))
- 2012: Ein ganz anderes Leben (Une autre vie)
- 2013: Un giorno devi andare
- 2013: Miele
- 2014: Saint Laurent
- 2014: Ti amo troppo per dirtelo (Fernsehfilm)
- 2015: The Gunman
- 2015: Das Dekameron (Maraviglioso Boccaccio)
- 2015: Nessuno si salva da solo
- 2016: Tommaso
- 2016: Slam
- 2017: Fortunata
- 2018: Euforia
- 2018: Auf meiner Haut (Sulla mia Pelle)
- 2019: Amore al dente (Croce e delizia)
- 2019: Croce e delizia
- 2019: Simple Women
- 2019: La dea fortuna
- 2020: Guida romantica a posti perduti
- 2021: Die Geschichte meiner Frau (The Story of My Wife)
- 2021: Die katholische Schule (La scuola cattolica)
- 2021: Supereroi
- 2023: Profeti
- 2023: Maria Montessori (La nouvelle femme)
- 2024: La Storia (Fernsehserie)
- 2024: Supersex (Fernsehserie, 7 Folgen)
- 2024: L'arte della gioia (Fernsehserie)
- 2024: Diamanti

### Regie
- 2020: Being My Mom (Kurzfilm)
- 2022: Marcel! (auch Drehbuch)

## Auszeichnungen (Auswahl)
- 2006: Trophée Chopard
- 2007: Shooting Star
- 2009: Marcello-Mastroianni-Preis